# Power Rangers : Samurai
Chronologie
RPM Super Samurai
Après avoir appartenu 9 ans à la Walt Disney Company, la franchise a été reprise par Haim Saban, producteur original de la série.
Composée de 20 épisodes + 3 spéciaux, elle a été diffusée aux États-Unis du 7 février au 10 décembre 2011 sur Nickelodeon et au Québec sur Télétoon à partir du 1er mai 2011. En France, elle est diffusée à partir du 16 avril 2011 sur Canal J, puis à partir du 1er octobre 2011 sur Gulli.
La saison suivante, Power Rangers : Super Samurai, est la suite directe de Power Rangers Samurai et est inspirée du même sentai.

## Synopsis
Des siècles auparavant, des Samouraïs ont réussi à vaincre les forces du mal. Afin de prévenir leur retour, ils ont entraîné d'autres guerriers pendant des générations et se sont transmis les fameux Zords. Attendant le Ranger rouge, les quatre descendants de ces fameux guerriers se sont réunis et ont ainsi formé les Power Rangers Samurai. En plus de manier l'épée, ceux-ci savent aussi utiliser la force des éléments : la terre, le feu, l'eau, le ciel et les forêts.
La nouvelle génération de Power Rangers doit maîtriser les mystiques et anciens « symboles de puissance Samouraïs », qui leur donnent un contrôle sur les éléments du feu, de l'eau, du ciel, de la forêt, de la terre et de la lumière. Sous la direction de leur mentor omniscient, Ji, et à l'aide de leurs Zords, les Power Rangers Samurai affrontent les forces sombres de l'enfer et un guerrier mystérieux qui aspire à la destruction.
Aidés par leurs Zords, lorsque les Nighloks sont en mode Mégamonstre, les Rangers sont capables de fusionner les Zords du Lion, du Dragon, de l'Ours, du Singe et de la Tortue pour former le Mégazord Samouraï. Ils vont ainsi pouvoir combattre le seigneur Xandred et les forces du Monde d'en-bas. Seuls les cinq Power Rangers, dirigés par leur leader, le Ranger Samourai rouge, pourront y faire face. Mais ils ne sont pas au bout de leurs surprises dans cette lutte contre le mal.

## Distribution

### Rangers Samurai
| Acteurs              | Rôles          | Rangers                       | Armes                                                | Armures   | Zords                             |
| Alex Heartman        | Jayden Shiba   | Ranger Samouraï rouge (XIX)   | Morpher Samouraï, Épée Samouraï, Massue de Feu       | Mega Mode | Zord Origami Lion, Zord Tigre     |
| Najee de Tiege       | Kevin          | Ranger Samouraï bleu (XVIII)  | Morpher Samouraï, Épée Samouraï, Hydro Arc           | Mega Mode | Zord Origami Dragon, Zord Espadon |
| Erika Fong           | Mia Watanabe   | Ranger Samouraï rose (XVIII)  | Morpher Samouraï, Épée Samouraï, Éventail céleste    | Mega Mode | Zord Origami Tortue               |
| Hector David Jr.     | Mike           | Ranger Samouraï vert (XVIII)  | Morpher Samouraï, Épée Samouraï, Lance de la Forêt   | Mega Mode | Zord Origami Ours, Zord Scarabée  |
| Brittany Anne Pirtle | Emily Henson   | Ranger Samouraï jaune (XVIII) | Morpher Samouraï, Épée Samouraï, Trancheur Terrestre | Mega Mode | Zord Origami Singe                |
| Steven Skyler        | Antonio Garcia | Ranger Samouraï doré          | Morpher Samouraï doré, Lame de Barracuda             | Mega Mode | CrustaZord, OctoZord              |

### Amis

#### Clan Shiba
- Mentor Ji (René Naufahu) :  (VFB : Robert Guilmard)
- Père de Jayden, Ranger Samouraï rouge (XVII) (Steven A. Davis) : (VFB : Laurent Bonnet)
- Père de Kévin, Ranger Samouraï bleu (XVII) (Steven Smith): Le père de Kevin était le dix-septième Ranger Samouraï bleu et membre du Clan Shiba qui a combattu aux côtés du père de Jayden lorsqu'il a scellé Master Xandred. Plus tard, il devient entraîneur de natation pour former son fils, Kevin, et lui informe que les Nighlok sont revenus, avec Kévin le remplaçant en tant que prochain Ranger Samouraï bleu.
- Serena (Jacinda Stevens) : Serena est membre du Clan Shiba et était initialement destinée à devenir la Ranger Samouraï jaune. Cependant, elle tombe gravement malade et confie à sa jeune sœur, Emily, le rôle de devenir la Ranger Samouraï jaune.

#### Porte de Tengen
- Diasuke (Grant McFarland) :  (VFB : Benoît Van Dorslaer) Diasuke est le gardien et le Gardien Ancien de la Porte de Tengen, le lieu de repos de la Boîte noire. Il raconte également l'histoire de Deker et Dayu aux Rangers Samouraï.

#### Panorama City
- Farkas « Bulk » Bulkmeier (Paul Schrier) :  (VFB : Daniel Nicodème)
- Spike Skullovitch (Félix Ryan)  (VFB : Aurélien Ringelheim)
- Matthew et Reece : Matthew et Reece sont deux joueurs vivant à Panorama City et des amis de Mike avec qui il passait constamment du temps avant de devenir le Ranger Samouraï vert. Mike est contraint de s'éloigner des deux pour les protéger des menaces liées aux Nighlok.
- Ryan : Ryan est un jeune garçon qui joue au baseball.

### Ennemis
Les ennemis sont des Nighloks. Ils sont apparus sur Terre il y a bien longtemps mais leur attaque a été repoussée par de puissants Samouraïs. Aujourd'hui ils sont de retour. Ils naviguent sur le fleuve Sanzu qui se remplit quand les gens ont peur. Ils ont besoin de cette eau pour vivre, car ils réagissent mal au contact de notre air.
- Maître Xandred (VFB : Robert Dubois) : c'est l'ennemi principal des Rangers Samouraï. Il vient du monde d'en-bas et est le chef des Nighloks (les monstres de cette série appartiennent à cette espèce). Il navigue sur le fleuve Sanzu avec Dayu et Octoroo. Il a besoin d'un médicament que lui prépare ce dernier et qui l'endort complètement. Il peut faire preuve d'une grande violence même envers ses alliés. Il y a des années, il a été emprisonné par les anciens Rangers Samouraï grâce aux symboles du pouvoir du Ranger rouge. Mais il n'a pas bien fonctionné car le père de Jayden était trop faible. C'est pourquoi Les Nighloks sont de retour. Xandred décide donc d'attaquer en masse la ville pour détruire le Ranger rouge. Lorsqu'il apprend que Deker a stoppé le combat entre un Nighlok et Jayden, il rentre dans une colère noire et se bat contre lui. Deker parvient à s'en sortir de justesse.

Dayu (VFB : Guylaine Gibert) : elle vit avec maître Xandered et joue d'un instrument appelé l'Harmonium. Elle semble être une grande combattante. Elle déteste qu'on se moque d'elle, et remet souvent en cause le travail des Nighloks qui s'enfuient en plein milieu du combat. Mais elle craint et respecte maître Xandred. Elle décide de capturer des mariées pour transformer leurs larmes en robe de mariée pour elle. Elle se bat contre les Rangers qui ont saboté son plan, mais serait morte sans l'intervention de Deker.
Octoroo (VFB : Benoît Van Dorslaer) : le cerveau de l'équipe. C'est lui qui prépare le médicament de maître Xandred. Il connaît beaucoup de choses sur les Nighloks et le fleuve Sanzu . C'est lui qui découvre le pouvoir spécial du Ranger rouge, à savoir le pouvoir de renvoyer les Nighloks dans le monde d'en-bas. Maître Xandred le surnomme dans presque tous les épisodes « tête de nouilles ».
Deker (Ricardo Medina Jr.) (VFB : Laurent Bonnet) : il semble avoir connu les anciens Samouraïs et être lié au Lion. Il voit en Jayden un adversaire de valeur. Son épée s'appelle Uramasa. Il est connu de Xandred, Octoroo et Dayu, et sauve celle-ci d'une mort certaine. Il défend le Ranger rouge qui se fait attaquer par un Nighlok afin de le tuer lui-même. Voyant qu'il a été trop affaibli par le combat, il le laisse tranquille. Maître Xandred est furieux après lui car il a interrompu le combat entre un Nighlok et le Ranger rouge. Il se bat alors violemment avec lui et manque de le tuer. Deker lui retorque que sa forme humaine lui permet au moins de s'échapper du monde d'en-bas, avant de s'enfuir. Lors de l'épisode Le Duel suprême, il est tué par Jayden mais sera libéré de sa malédiction.
Moogers : ce sont les soldats de l'équipe de maître Xandred. Ils possèdent deux armes à leurs disposition : l'arc et l'épée. Ils apparaissent dans la plupart des épisodes.
Spitfangs : ce sont des soldats à tête de crocodile, avec des jambes et de petits bras. Comme les Moogers, ils peuvent devenir géants pour combattre les Rangers.
Besti-Poils (ou Pesti-Poils) : ces petites bêtes sont accrochées par des fils au plafond du navire de maître Xandred. Elles donnent mal à la tête à maître Xandred. Il y a un épisode où maître Xandred en bannit un mais Dayu le retrouve et en fait son compagnon.
Professeur Cog : il vient de la dimension de Scott, il veut le détruire et les Rangers Samouraï avec. Il sera finalement détruit par Scott et les Rangers Samuraï.
Grinders : ce sont les robots de l'équipe du professeur Cog.
Sergent Tread : Nighlok très rapide pouvant utiliser ses bras comme des roues géantes, étrangement ce Nighlok n'a pas de seconde vie. Il meurt aux côtés du Professeur Cog de la main de Scott et des Rangers Samuraï.
Général Gut : Nighlok très puissant et doué au combat. Il est détruit par les Rangers Samuraï.
Serrator   (VFB : Daniel Nicodème) : Roi des Nighloks qui dirige pendant un temps les opérations contre les Rangers Samouraï. Il apparaît comme une ombre dans l'épisode 19 et fait sa première apparition entière dans l'épisode 4 de Power Rangers : Super Samurai.
Sharkjaw : Nighlok très puissant et doué au combat, pouvant tourner sur lui-même à grande vitesse. Il fut remplacé par le général Gut. Il est le seul Nighlok à ne jamais être détruit sur écran. Son sort final est inconnu, il est présumé avoir été tué par Xandred après son remplacement ou scellé pour toujours dans Power Rangers : Super Samurai.

### Nighloks
- Rofer : Rofer est un Nighlok arrogant. Il a le pouvoir d'étendre ses bras et de donner de puissants coups de poing. Il est détruit dans l'épisode 3.

- Doubletone : ce Nighlok est sournois et adore faire des marchés avec les gens pour qu'ils abandonnent leurs rêves. C'est aussi un puissant guerrier qui dispose d'une lance et qui peut faire appel à la puissance des deux choses qu'il représente : l'eau de la rivière Sanzu et le tigre. Il est détruit dans l'épisode 4.

- Dreadhead : Dreadhead est un très bon tireur disposant d'une grande puissance de feu. Il a également le pouvoir de contrôler sa masse corporelle. Dreadhead est, comme Rofer, arrogant. Il est le premier Nighlok contre lequel les rangers ont utilisé le Mégazord Missile Scarabée. Il est détruit dans l'épisode 5.

- Negatron : ce monstre peut transformer les insultes en armes. En effet il peut trouver l'insulte qui peine le plus une personne et celle-ci est alors projetée violemment comme si elle avait été frappée. Il a réussi à mettre à terre tous les Rangers sauf Emily qui ignore ses insanités. Il est détruit dans l'épisode 6.

- Yamiror : ce monstre dispose d'une haleine putride et empoisonnée, est capable de projeter des lasers avec ses yeux et il dispose d'une épée (ou d'une dague). Il est né lorsque la foudre a frappé un tas de déchets toxiques. Il est probablement l'un des meilleurs atouts de maître Xandred car, lors d'une de ses expéditions dans le monde des humains, le niveau de la rivière Sanzu est monté de 50 cm. Il est détruit dans l'épisode 7.

- Madimot : ce Nighlok a le pouvoir de contrôler les gens. Il les place sous son contrôle grâce à son rayon et les contrôle grâce à son fouet. Il dispose d'un bouclier très résistant. Il pense être le meilleur de tous. Lors de la première guerre entre les Nighloks et les Rangers Samouraïs, il a récupéré le Zord Tigre et l'a retourné contre les Rangers. Il a aussi réussi à retourner le ranger bleu contre les autres avant d'être détruit dans l'épisode 9.

- Desperaino : il peut voler, déclencher une pluie qui enlève tout espoir aux gens qu'elle arrose et projeter des lasers avec sa lance. Avant de voir Octoroo avec des livres, Desperaino ignorait qu'Octoroo savait lire. Desperaino est le premier Nighlok à avoir affronté le Vaisseau de Combat Samurai. Il est détruit dans l'épisode 10.

- Robtish : puissant guerrier, qui maîtrise les combats à l'épée et qui dispose de l'attaque « Double Slash ». Il affronte les Rangers et surtout Jayden dans l'épisode 11 et réussit à survivre. Il sera finalement détruit dans l'épisode 12.

- Vulpes : il possède un puissant miroir et un œil enchanté qui lui permet d’espionner les gens à distance. Il peut ouvrir un portail pour copier les slashs et les attaques de ses ennemis, invoquer des corbeaux, devenir invisible, et il a le pouvoir de rendre les gens paranoïaques, mais l'eau du monde des hommes annule ce pouvoir. Ce Nighlok est très rusé et il dispose d'une épée et de l'attaque « Volée de Renard Enragé ». Il est révélé dans l'épisode 14 que Vulpes est l'ami de Steeleto. Il est le premier Nighlok à avoir affronté le Ranger doré. Il est détruit dans l'épisode 13.

- Steeleto : il utilise les lames sur son corps comme des flèches en les agrandissant. Il peut tourner sur lui-même comme une toupie. Il dispose de l'attaque « Multi Lames Flexibles » et de deux épées. Ami avec Vulpes, il est aussi rapide que le Ranger doré. Il est détruit dans l'épisode 14, en essayant de venger Vulpes.

- Antberry : un Nighlok visqueux dont le corps est plein de boue. Il dispose d'une épée et il crache un liquide nommé Sanzu Slime, de la bave très glissante. Ainsi, les Rangers voient leurs épées leur glisser des mains. Il est détruit dans l'épisode 15.

- Splitface : un Nighlok à plusieurs bouches vole l'esprit des gens. Si au bout d'une journée, il n'a pas été vaincu, les esprits qu'il a volés lui appartiendront pour toujours. Il a volé l'esprit du Ranger jaune. Il peut également séparer tout son corps pour attaquer les Rangers et esquiver leurs attaques et il dispose d'une épée. Il est le premier Nighlok contre lequel les Rangers ont utilisé le Crustazord. Il est détruit dans l'épisode 16.

- Arachnitor : Nighlok quasiment imbattable, il est capable : de lancer des toiles d'araignée et des sortes de disques en lasers et de léviter. Il fait sa première apparition dans l'épisode 17. Il veut voler le symbole de confinement à Jayden pour enfermer à jamais Maître Xandred et prendre son trône. Ce dernier découvre sa trahison et le capture après qu'il a rendu inconscient Mia, Mike, Émilie et Kévin. Il le punit en le transformant en Nighlok super puissant mais sans cervelle totalement sous son contrôle. Il revient dans la seconde partie plus puissant qu'avant, depuis sa mutation il peut lancer des lasers par les yeux sur l'avant de son buste, mais on ne sait pas s'il sait encore cracher des toiles d'araignée. Il affronte à nouveau les Rangers dans l'épisode 18, qui arrivent à le vaincre mais il s'enfuit et réussit à survivre.

- Rhinorêvos : ce Nighlok dispose d'une épée et il est capable d'envoyer les gens dans le monde des rêves grâce à son souffleur de brume crachant une brume endormant les gens, le monde des rêves est un monde qu'il contrôle complètement, et peut ainsi les dévorer. Si jamais il arrive à dévorer un humain dans le monde des rêves, il ne se réveille plus dans le monde normal. Il réussit à piéger Antonio, Mia et Dayu (récemment rebellée contre Xandred), dans le monde des Rêves dans l'épisode 19. Kévin réussit à détruire son souffleur de brume mais il survit. Il est finalement détruit dans l'épisode 20.

- Tooya : Il dispose de lames tranchantes et la base de son corps est un second visage capable de mordre. Il apparaît dans l'épisode 1. Dans un épisode Spécial Halloween, Negatron a surnommé Tooya « Tête de jupe ». Il est le premier Nighlok à être détruit par les Rangers Samuraï.

- Scorpionic : il apparaît dans l'épisode 2 et est le deuxième Nighlok à être détruit. Entouré d'un scorpion gris, il se bat avec une épée et avec la queue du scorpion qui l'entoure. Il est le premier Nighlok contre lequel les Rangers ont utilisé le Mégazord Samouraï.

## Armes
- Morphers Samouraï : Le Morpher Samouraï est l'outil nécessaire pour se métamorphoser en Ranger Samouraï.

- Morpher Samouraï doré : Le Morpher Samouraï doré est l'outil nécessaire pour se métamorphoser en Ranger Samouraï doré.
- Morpher Samouraï de Mentor Ji :

- Disques de Puissance : Les Disques de Puissance sont des artefacts en forme de disque utilisés par les Rangers SamouraÏ pour utiliser leurs armes et leurs Zords. Ils contiennent les pouvoirs et les fonctionnalités spécifiques nécessaires pour activer les armes et les capacités des Rangers, ainsi que pour appeler et contrôler les Zords pendant les combats. Chaque Ranger possède des Disques de Puissance spécifiques correspondant à leurs capacités individuelles et à leurs armes personnelles.
- Épées Samouraï : L'Épée Samouraï est une arme semblable à une épée utilisée par les Rangers Samouraï comme arme de mêlée.
  - Massue de Feu : La Massue de Feu est l'arme personnelle du Ranger Samouraï rouge, qui est semblable à un zanbato élémentaire de feu.
    - Canon Scarabée à 5 Disques : La Massue de Feu avec le Disque Scarabée est une configuration couramment utilisée qui permet de lancer un énorme scarabée de feu pour foncer sur les ennemis et les frapper violemment.
    - Canon Espadon à 5 Disques : La Massue de Feu avec le Disque Espadon est une configuration spécifique utilisée uniquement pour vaincre Yamiror. Cette configuration permet de lancer un énorme poisson-scie énergétique composé d'une énergie bleue ressemblant à de l'eau.
    - Canon Tigre à 5 Disques : La Massue de Feu avec le Disque Tigre est une configuration spécifique utilisée uniquement pour vaincre Robtish. Cette configuration permet de lancer un tigre énergétique jaune pour combattre l'ennemi.

  - Hydro Arc : Le Hydro Arc est l'arme personnelle du Ranger Samouraï bleu, qui est semblable à un arc élémentaire d'eau.
  - Éventail céleste : L'Éventail céleste est l'arme personnelle du Ranger Samouraï rose, qui est semblable à un éventail de guerre élémentaire du ciel.
  - Lance de la Forêt : La Lance de la Forêt est l'arme personnelle du Ranger Samouraï vert, qui est semblable à une lance élémentaire de la forêt.
  - Trancheur Terrestre : La Trancheur Terrestre est l'arme personnelle du Ranger Samouraï jaune, qui est semblable à un fuuma shuriken élémentaire de la terre.
  - Mega Lames : La Mega Lame est une arme semblable à une épée utilisée par les Rangers Samouraï lorsqu'ils pilotent le Megazord Samouraï.
- Lame de Barracuda : La Lame de Barracuda est l'arme personnelle du Ranger Samouraï doré, qui est semblable à un tanto. C'est une lame courte et pointue utilisée pour des attaques de mêlée rapprochée et des mouvements rapides.
- Mega Mode : Le Mega Mode est une puissante armure portée par les Rangers Samouraï lorsqu'ils pilotent leurs Zords Origami.
- Cheval Samouraï : Le Cheval Samouraï est un cheval blanc créé grâce au Symbole de Puissance et est monté au combat par le Ranger Samouraï rouge.
- SUV du Clan Shiba : Le SUV du Clan Shiba est un véhicule utilitaire sport que les Rangers Samouraï utilisent pour se déplacer en civil.

## Zords

### Zords Origami
- Zord Origami Lion : Le Zord Origami Lion est un Zord rouge en forme d'origami de lion qui est piloté par le Ranger Samouraï rouge.
- Zord Origami Dragon : Le Zord Origami Dragon est un Zord bleu en forme d'origami de dragon qui est piloté par le Ranger Samouraï bleu.
- Zord Origami Tortue Le Zord Origami Tortue est un Zord rose en forme d'origami de tortue qui est piloté par la Ranger Samouraï rose.
- Zord Origami Ours : Le Zord Origami Ours est un Zord vert en forme d'origami d'ours qui est piloté par le Ranger Samurai vert.
- Zord Origami Singe : Le Zord Origami Singe est un Zord jaune en forme d'origami de singe qui est piloté par la Ranger Samouraï jaune.

### Zords Auxiliaires
- Zord Scarabée : Le Zord Scarabée est un Zord orange en forme de scarabée qui est déverrouillé par le Ranger Samouraï rouge et donné au Ranger Samouraï vert pour qu'il le pilote après que le Ranger Samouraï rouge ait reçu le Zord Tigre.
- Zord Espadon : Le Zord Espadon est un Zord bleu en forme d'espadon qui est pêché par le Ranger Samouraï bleu depuis une étendue d'eau.
- Zord Tigre : Le Zord Tigre est un Zord blanc en forme de tigre qui était sous le contrôle du Nighlok, Madimot, mais que
- OctoZord L'OctoZord est un Zord violet en forme de pieuvre qui a été donné au Ranger Samouraï doré par le Ranger Samouraï rouge quand ils étaient enfants.

### CrustaZord
- CrustaZord : Le CrustaZord est un Zord doré en forme de homard qui est piloté par le Ranger Samouraï doré.

## Megazords
- Megazord Samouraï : Les Zords Origami peuvent se combiner les uns avec les autres pour former le Megazord Samouraï.
  - Megazord Missile Scarabée : Le Zord Scarabée peut se combiner avec le Megazord Samouraï pour former le Megazord Missile Scarabée.
  - Megazord Escrimeur Espadon : Le Zord Espadon peut se combiner avec le Megazord Samouraï pour former le Megazord Escrimeur Espadon.
  - Megazord Vrille du Tigre : Le Zord Tigre peut se combiner avec le Megazord Samouraï pour former le Megazord Vrille du Tigre.
  - Megazord Tentaculaire : L'OctoZord peut se combiner avec le Megazord Samouraï pour former le Megazord Tentaculaire.

- Vaisseau de Combat Samouraï : Le Vaisseau de Combat Samouraï est un Zord de type flotte de combat qui se forme lorsque le Zord Scarabée, le Zord Espadon et le Zord Tigre se combinent.
- Megazord Vaisseau de Combat : Le Vaisseau de Combat Samouraï peut se combiner avec le Megazord Samouraï pour former le Megazord Vaisseau de Combat.

- CrustaZord de Combat : Le CrustaZord peut se transformer en une forme humanoïde appelée le CrustaZord de Combat.
  - CrustaZord de Combat Est : Le CrustaZord peut se transformer en une forme humanoïde connue sous le nom de CrustaZord de Combat Est. Dans cette forme, le CrustaZord de Combat est équipé de pinces pour combattre ses ennemis.
  - CrustaZord de Combat Ouest : Le CrustaZord peut se transformer en une forme humanoïde connue sous le nom de CrustaZord de Combat Ouest. Dans cette forme, le CrustaZord de Combat est équipé d'une arme en forme d'éventail pour combattre ses ennemis.
  - CrustaZord de Combat Sud : Le CrustaZord peut se transformer en une forme humanoïde connue sous le nom de CrustaZord de Combat Sud. Dans cette forme, le CrustaZord de Combat est équipé de deux armes semblables à des épées pour combattre ses ennemis.
  - CrustaZord de Combat Nord : Le CrustaZord peut se transformer en une forme humanoïde connue sous le nom de CrustaZord de Combat Nord. Dans cette forme, le CrustaZord se combine avec l'OctoZord et utilise une arme en forme de lance pour combattre ses ennemis.

## Épisodes de la dix–huitième saison (2011)
| Saison | Saison | Épisodes | États-Unis     | États-Unis       | France        | France |
| Saison | Saison | Épisodes | Début          | Fin              | Début         | Fin    |
| ------ | ------ | -------- | -------------- | ---------------- | ------------- | ------ |
|        | 18     | 23       | 7 février 2011 | 10 décembre 2011 | 16 avril 2011 | NC     |

## Production
Amit Bhaumik, un des principaux scénaristes, avait eu d'autres idées pour la saison Samurai. Dans son pitch de base : 
- L'histoire raconte le combat entre les Samouraï du clan Ozawa et les démons du clan Ashura. Les premiers Power Rangers Samurai avaient vaincu le Shogun Xandred, chef du clan Ashura. Depuis ce jour, les membres du clan Ashura recherche l'héritier perdu de Xandred, ils le trouvent 200 ans plus tard, en la personne de Keiji Ayakawa. Pour faire face à cette nouvelle menace les descendants des premiers Power Rangers Samurai s'unissent pour reformer l'équipe qui avait déjà sauvée le monde du clan Ashura.
- Les membres de l'équipe venaient des 4 coins du monde. Leur noms étaient Mark Ozawa (Ranger rouge), Lisa Daniels (Ranger rose), Adewale Okoro (Ranger bleu), Iris Hansel (Ranger jaune) et Oscar Hernandez (Ranger vert).
  - Mark Ozawa (20 ans) a grandi dans le luxe aux États-Unis, mais il a eu une éducation stricte pour être digne de sa lignée de Samouraï. Malgré sa nature altruiste, il était un enfant solidaire qui souffrait beaucoup de l'héritage de son clan. Il n'aimait pas son rôle de Ranger rouge, non seulement parce qu'il ne voulait pas endosser son rôle de "seigneur", mais aussi parce qu'il ne voulait pas que d'autres personnes souffrent pour lui, si bien qu'avant de devenir les Power Rangers Samurai, il aurait laissé le choix à chacun des 4 descendants s'ils voulaient accepter de risquer leur vie pour protéger le monde du clan Ashura. Sa relation avec les autres membres de l'équipe l'aurait aidé à surmonter cette épreuve et son affection pour Lisa aurait évolué en amour.
  - Lisa Daniels (19 ans), originaire de Londres, était tourmentée par ses parents et son éducation. Pour être bien préparée à sauver le monde en tant que Ranger rose, elle devait être parfaite en tout, aussi bien à l'école qu'en équitation, en escrime et en d'autres activités qu'elle trouvée "dépassées", cela l'oppressait, surtout qu'elle ne croyait pas à l'existence du clan Ashura. Au cours de la série, elle devait tomber amoureuse de Mark, ce qui aurait révélé son terrible secret.
  - Adewale Okoro (21 ans) est un étudiant venu du Nigéria. Sa famille est resté très conservatrice de la culture japonaise. Adewale est le seul à avoir embrassé la cause du clan Ozawa, faisant de lui le meilleur samouraï de l'équipe, à un point où il aurait douté de ses camarades. Adewale est quelqu'un de très sérieux et prévoyant, allant jusqu'à entraîner ses cousins dans l'éventualité où il n'aurait pas pu rejoindre l'équipe.
  - Iris Hansel (17 ans) était une fille de ferme vivant en Autriche. Elle était naïve et innocente, elle ne savait rien de son héritage de samouraï, ni même qu'elle avait des ancêtres japonais, avant de devoir prendre la place de sa sœur qui s'était blessée dans un accident de tracteur. On apprend que son ancêtre était le serviteur le plus fort du chef du clan Ozawa.
  - Oscar Hernandez (18 ans) était un jeune adolescent mexicain. La branche du clan Ozawa qui a immigré au Mexique a perdu de la tradition au fil des générations, à un stade où rien n'a encore été dit à Oscar. Lorsque le clan Ashura apparaît au journal télévisé, son vieux père (ayant, lui-même, été mis au courant de l'essentiel sur le clan Ozawa une ou deux fois dans sa vie) lui aurait tout dévoilé, précédé par un "We need to talk.". Oscar aurait tout de même accepté le rôle de Ranger vert avec enthousiasme, pensant que ça serait vendeur sur un CV.
- La ville des Rangers s'appelait Stone Canyon (la même ville d'où viennent Rocky, Adam et Aisha, les deuxièmes rangers Rouge, Noir et Jaune de Mighty Morphin)
- La base du clan Ashura devait être un château japonais (inspiré du Château d'Osaka) nommé Dread Castle.
- Keiji Ayakawa (20 ans) était le seul ami de Mark, et son rival dans son dojo de karaté. Avec le sabre de Xandred, il aurait dû prendre l'apparence de Deker.
- Monsieur Mason (50 ans) vassale et confident du père de Mark. Depuis la mort de ce dernier, il est à la tête du clan Ozawa pour s'occuper de l’éducation de Mark, du domaine et des affaires familiales. Expert en connaissance et méthodologie des Rangers et du clan Ashura, il aurait été un allié précieux dans les opérations de l'équipe, sans être considéré comme un mentor selon le scénariste.
- Bulk était toujours présent, mais il devait avoir un rôle plus important. Au lieu de s'occuper de Spike, il avait son propre fils : Eugène Bulk Junior (16 ans). Ce dernier aurait dû devenir le Ranger doré.

Les grandes lignes de la saison avaient été écrites, pour un total de 40 épisodes :
- Épisode 1 : Réapparition du clan Ashura et formation de la nouvelle équipe de Power Rangers.
- Épisode 2 : Keiji accepte de rejoindre le clan Ashura sans oppositions.
- Épisode 3-4 : Bulk reçoit une flèche qui lui annonce être un descendant du clan Ozawa et déménage son restaurant de Sushi de Angel Grove à Stone Canyon.
- Épisode 5 : Keiji apprend à utiliser le sabre de Xandred et acquiert une forme Ashura (Deker). Il aurait affronté Mark seul à seul, amenant à un développement sur la décision de Keiji de prendre la tête du clan Ashura. Keiji était assez fort pour tuer Mark, mais les autres Power Rangers Samurai seraient intervenus à temps.
- Épisode 10-14 : Durant les combats à chaque épisode, un Ranger doré surgit au dernier moment pour aider les Power Rangers Samurai à remporter la bataille.
- Épisode 15 : On découvre l'identité du Ranger doré : Eugène, le fils de Bulk, qui a créé son propre arsenal pour devenir un Power Ranger et rejoindre l'équipe dont il est fan. Les héros auraient refusés son aide et Bulk lui aurait interdit l'utilisation de son morpher.
- Épisode 16 : Eugène prouve qu'il est digne de son sang et devient un membre à part entière.
- Épisode 20 : deuxième combat entre Mark et Keiji. À l'issue de leur duel, ils auraient été tous les deux gravement blessés. Leurs blessures auraient dû prendre plusieurs épisodes pour se guérir complètement, et cela aurait dû amener une période où Mark et Keiji devaient plus se reposer sur leur entourage. Ainsi que des épisodes plus centrés sur les autres Rangers et leur relation indépendamment de Mark.
- Épisode 25 : Jaloux du rapprochement entre Keiji et Dayu, Octoroo ressuscite Akumaro (nom original de Serrator), le second du Shogun Xandred. Il aurait été le nouveau serviteur de Keiji, mais en vérité, il préparait la résurrection de Xandred dans l'ombre.
- Épisode 30 : Mark découvre qu'il n'est pas descendant du clan Ozawa, mais du clan Ashura, et que Keiji est son frère. Il décide de quitter l'équipe, sans s'allier au clan Ashura pour autant.
- Épisode 31 : Alison Ozawa (18 ans), une cousine éloignée de Mark, est appelée pour remplacer ce dernier en tant que Ranger rouge de l'équipe (cela aurait été un remplacement définitive, non temporaire).
- Épisode 32 : Lisa, Adewale, Iris, Oscar et Eugène n'acceptent pas Alison comme nouveau leader, restant fidèle à Mark, bien qu'ils ne comprennent pas son choix de quitter l'équipe, malgré la vérité sur ses origines. Mais au cours de l'épisode, ils se seraient rendus compte de la pression qui pesait sur les épaules d'Alison et se seraient excusés de s'être montrés hostiles face à elle, en commençant par Adewale. Ce dernier détail est important, car cela aurait été l'amorce de la romance entre Adewale et Alison.
- Épisode 33 : Durant son voyage pour découvrir sa place dans le monde, Mark obtient le pouvoir perdu du chef original du clan Ozawa : Le Shogun Mode. Il l'utilise pour aider ses amis à vaincre le monstre du jour, mais refuse de réintégrer l'équipe. Il revient tout de même à Canyon Stone et travaille dans le restaurant de Bulk.
- Épisode 38 : Le Shogun Xandred est ressuscité et veut éliminer Keiji pour le punir de ne pas avoir réussi à détruire la Terre.
- Épisode 39 : L'armée de Xandred est transportée à Canyon Stone dans le but de tout détruire. Et alors que les Power Rangers tentent de les arrêter, Mark et Keiji se préparent pour leur affrontement final.
- Épisode 40 : Après un combat explosif, Mark et Keiji choisissent leur amitié/fraternité et leur humanité à leur héritage, mettant fin à leur querelle. Ils s'unissent aux Power Rangers Samurai pour vaincre Xandred et ses fidèles serviteurs. En ayant réussi à convaincre Keiji et les rangers de s'allier, Mark comprend alors qu'il n'est pas un chef de guerre, comme le premier Ranger rouge, mais un médiateur pour la paix. Xandred aurait été éliminé par le Megazord, le Dread Castle aurait été détruit, et Mark se serait assuré que le clan Ashura ne cause plus de problème à la Terre.

Ce scénario avait été écrit indépendamment durant la production de Power Rangers : RPM. Mais à la suite de la mise en pause de la franchise, au rachat de Saban et au contrat signé avec Nickelodeon, avec les nouvelles contraintes, le scénario n'a pas été retenu. Mais des éléments ont été repris comme le retour de Bulk ou le Shogun Mode qui avait été imaginé dans ce scénario.